# Ace Ventura: The CD-Rom Game
Ace Ventura: The CD-Rom Game — компьютерная игра в жанре приключение, с двухмерной графикой, вышедшая на Windows 31 октября 1996. Разработчик 7th Level. Игра основана на персонаже Эйсе Вентуре, с которым снято два кинофильма — Эйс Вентура: Розыск домашних животных в 1994 и Эйс Вентура 2: Когда зовёт природа в 1995, а также мультсериал (1995—1997).

## Описание
Игра представляет собой классический тип приключенческих игр — в двухмерной графике, с решением головоломок, поиском и применением предметов и разделением уровней на несколько локаций.
В центре сюжета Эйс Вентура, которому на этот раз в поисках пропавших животных придётся побывать на Аляске, острове Вулкания и в Баварии.

## Оценки
| Русскоязычные издания | Русскоязычные издания |
| Издание               | Оценка                |
| --------------------- | --------------------- |
| «Игромания»           | [ 1 ]                 |